# Nisina Sinmei Szentély
Nisina Sinmei Szentély (仁科神明宮 Nisina Sinmeigú) egy szentély Ómacsiban, Nagano prefektúrában. A szentély a legrégibb létező példája a sinmei-zukurinak, az egyik építészeti stílusnak a háromból amelynek megteremtése a buddhizmus érkezése előtti időkre tehető. Valójában megelőzi a leghíresebb szentélyt az Isze szentélyt, amely szintén ezt a stílust képviseli  és amelyet az ókortól kezdődően minden húsz évben újjáépítenek. A stílust rendkívüli egyszerűség jellemzi. Az épület alapvető sajátosságai a Kofun-korszaktól (i.e.: 250–538) láthatók a japán építészetben és innentől kezdve egyfajta tetőpontként tekinthető a tradicionális japán építészetben. Ez Mie prefektúrában a leggyakoribb. Beépített sík, befejezetlen fa, a honden  3x2 ken vagy 1x1 ken méretű, emelt padozata és  nyeregtetős teteje egy bejárattal az egyik nem nyeregtetős oldalon  hirairi  vagy hirairi-zukuri (平入・平入造), nincs emelkedő ív a párkányoknál. A tisztán díszített farönkök csigi (függőleges) és kacuogi (vízszintes) kinyúlnak a tetőgerincből. Két része ennek a szerkezetnek az Aula (本殿) honden és a Belső kapu (中門 ) csúmon japán nemzeti kincsként van számon tartva.

## Fordítás
- Ez a szócikk részben vagy egészben  a   Nishina Shinmei Shrine című angol Wikipédia-szócikk fordításán alapul.  Az eredeti cikk szerkesztőit annak laptörténete sorolja fel. Ez a jelzés csupán a megfogalmazás eredetét és a szerzői jogokat jelzi, nem szolgál a cikkben szereplő információk forrásmegjelöléseként.